# Mesitius
Mesitius is een geslacht van vliesvleugelige insecten van de familie platkopwespen (Bethylidae).

## Soorten
- M. africanus Kieffer, 1906
- M. apterus (Cameron, 1888)
- M. cameroni Kieffer, 1906
- M. concii Nagy, 1972
- M. erythrothorax Marshall, 1908
- M. ghillianii Spinola, 1851
- M. rufithorax Westwood, 1874
- M. szaboi Moczar, 1970